# 横浜市交通局散水車
横浜市交通局散水車（よこはましこうつうきょくさんすいしゃ）は、かつて横浜市交通局（旧：横浜市電気局）が所有していた路面電車である横浜市電の事業車のグループ。

## 概要
横浜電気鉄道時代から製造された。同時期の単車や貨車と同様に決まった形式名はないので形態ごとにグループ分けする。

### 1 - 2
横浜電気鉄道時代の1911年に製作され当時の形態や要目は不明だが1922年にベスビチュール設置やタンクやモーターの交換が行われたのが記録に残っている。関東大震災では被災を免れ市民への緊急排水にも使われ写真も残っている。しかし散水自動車に置き換えられ1929年廃車。

### 3 - 6
1925年に3と4、1928年5と6が増備された。積載量6・32t。速度が遅くダイヤを乱しがちだったので1929年からトラック5台購入の上で散水業務を市土木局に委託することになり同年1、2を合わせて全車一斉に廃車された
。

## 参考資料
- 岡田誠一、澤内一晃『横浜市電 上 (戦災までの歴史とその車輌)』ネコ・パブリッシング、2009年7月。ISBN 9784777052585。